# Сільві Бекар
Сільві Бекар (фр. Sylvie Becaert, 6 вересня 1975) — французька біатлоністка, призер Олімпійських ігор, чемпіонка світу.
Найуспішнішим для Бекар став сезон 2002/2003, в якому вона виборола золоту медаль у спринті на чемпіонаті світу в Ханти-Мансійську і була третьою в загальному заліку кубка світу.
Свої дві олімпійські нагороди Бекар здобула в естафетах — бронзову в Турині, срібну у Ванкувері.
В кінці сезону 2009/2010 Сільві Бекар оголосила про завершення спортивної кар'єри.

## Статистика
У таблиці наведено статистику виступів біатлоніста в Кубку світу.
- Місця 1–3: кількість подіумів
- Чільна 10: кількість фінішів у першій десятці
- В очках: кількість виступів, на яких біатлоніст здобував очки
- Старти: кількість стартів
- Естафета: включно зі змішаною

| Місця     | Індивід. | Спринт | Персьют | Мас-старт | Естафета | Разом |
| --------- | -------- | ------ | ------- | --------- | -------- | ----- |
| 1         |          | 1      |         |           | 5        | 6     |
| 2         |          | 2      |         | 1         | 8        | 11    |
| 3         |          | 1      |         | 1         | 12       | 14    |
| Чільна 10 | 4        | 11     | 12      | 10        | 40       | 77    |
| В очках   | 17       | 50     | 42      | 29        | 42       | 180   |
| Стартів   | 35       | 89     | 62      | 29        | 42       | 257   |